# 戰爭紀念公園 (新加坡)

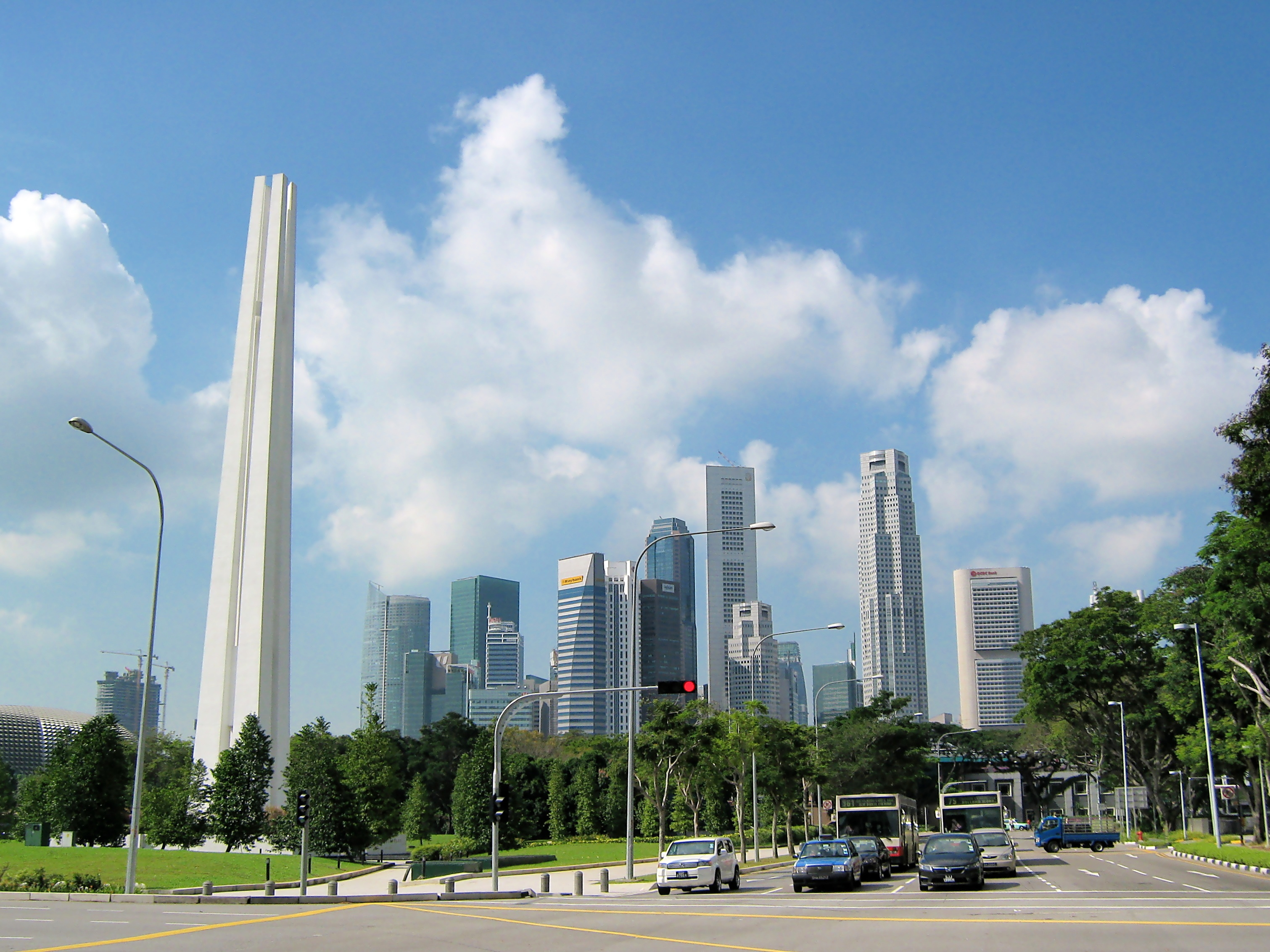
戰爭紀念公園

1°17′34.5″N 103°51′17.4″E / 1.292917°N 103.854833°E
戰爭紀念公園 （英語：War Memorial Park）位於美芝路上的新加坡公園，園內新加坡平民战争纪念碑是了纪念在第二次世界大战日军进攻及占领下被杀害的新加坡遇难平民。市民戰爭紀念館位於紀念公園的中心，由國家公園局管理。

## 前往

### 地铁
- MRT 南北线/东西线 政府大廈地鐵站
- MRT 环线 滨海中心地铁站 (2010)

### 公共汽車
SBS公交: 10, 56, 57, 70, 70M, 97, 97e, 100, 107, 107M, 128, 162, 162M, 196.
SMRT公交: 546, 587, 590, 597, 598, 700, 700A, 961, 961C, NR1, NR2, NR5, NR6, NR7, NR8.